# Lucas Xavier
Lucas Xavier (...) è un giocatore di football americano brasiliano, che gioca come offensive lineman per i Vasco Almirantes.

## Palmarès
- Sulamericano (2023)